# Локоттаравада
Локоттаравада (палі Lokuttaravāda) — одна з двадцяти шкіл раннього буддизму, також відома як Екаваявагаріка (палі Ekabbohārā). Згідно з махаянськими джерелами, укладеними Бгававівекою, Вінітадевою та іншими, вона була підгрупою махасанґіки. Магавасту, єдиний повний санскритський текст махасанґіки, що дійшов до нас, приписують Локоттаравадінам. Вони ж стверджували, що у світі існує лише два види порожнечі (śūnyatā): «порожнеча самості» (pudgala-śūnyatā) та «порожнеча явища» (dharma-śūnyatā). Будда трансцендентний (lokottara), його життя і фізичний прояв є лише видимістю.

## Етимологія
Назва Локоттаравада означає надприродне (санскр. lokottara), або трансцендентне, вчення (vada), і той, хто слідує цьому вченню, називається локоттаравадином. Хоча ця школа мала таку назву, всі підшколи махасанґіків, здається, прийняли форми надприродного або трансцендентного вчення.

## Історія
Як Шріпутрапаріпрічча, так і Самаябхедопараканачакра припускають, що Локоттаравади походять від Екав'явахаріків та Гокуліків. У той час як Магасанґіки спочатку процвітали в регіоні навколо Маґадги, Локоттаравади, як відомо, розвинулися на північному заході.